# Johan Philipsen
Johan Philipsen (27. april 1911 på Lundtoftbjerg, Lundtoft, Aabenraa – 11. april 1992 i Søgård) var en dansk politiker (Venstre) og minister. Han var far til Kresten Philipsen, som var amtsborgmester i Sønderjyllands Amt 1982-2000.
Medlem af Folketinget 1964-73 og igen 1975-79.
Arbejds- og boligminister i Regeringen Poul Hartling fra 19. december 1973 til 29. januar 1975.

## Ekstern kilde/henvisning
- HVEM-HVAD-HVOR 1993, Politikens Forlag, København 1992, ISBN 87-567-5062-5.